# Przedsiębiorstwo Komunikacji Samochodowej w Dzierżoniowie
Przedsiębiorstwo Komunikacji Samochodowej w Dzierżoniowie Spółka Akcyjna (PKS Dzierżoniów) – przewoźnik drogowy powstały w 2002 roku w wyniku przekształcenia założonego w 1946 roku oddziału Państwowej Komunikacji Samochodowej w Dzierżoniowie, a od 1990 r. samodzielnego Przedsiębiorstwa Państwowej Komunikacji Samochodowej w Dzierżoniowie w spółkę akcyjną.
Upadłe przedsiębiorstwo wykupiła od syndyka w 2017 roku lokalna firma kamieniarska Globgranit Logistic S.A. Z końcem lutego 2018 roku nowy właściciel zamknął przejętą firmę, podejmując jednocześnie działalność przewozową na linii Dzierżoniów – Bielawa – Pieszyce – Wrocław nowo pozyskanymi autobusami na własny rachunek, z zachowaniem marki PKS Dzierżoniów. Linię pod marką PKS Dzierżoniów zlikwidowano 1 września 2020 r. w związku z sytuacją ekonomiczną przewoźnika po pierwszych miesiącach pandemii COVID-19

## Historia
Początki dzierżoniowskiego PKS związane są z utworzeniem w 1946 roku w całym kraju oddziałów nowo powstałej Państwowej Komunikacji Samochodowej, w tym oddziału w Dzierżoniowie. Cztery lata później doszło do połączenia trzech istniejących wtedy dzierżoniowskich przewoźników: oddziału PKS oraz spółek Hartwig, z siedzibą w Wałbrzychu oraz Spedytor. Pierwszym prezesem nowej firmy został Zbigniew Rembieliński. W szczytowym okresie swojej działalności, przypadającej na lata 70. XX wieku przedsiębiorstwo posiadało ponad 300 pojazdów, w tym około 100 autobusów. Otrzymywało także wiele wyróżnień za udział w różnych współzawodnictwach. W czasach transformacji systemowej w latach 90 XX wieku, kiedy wraz z masowym bezrobociem w regionie zmalało zapotrzebowanie na przewozy autobusowe, firma zaczęła ograniczać tabor oraz generować zadłużenie. Pod koniec 2001 roku dokonano restrukturyzacji PKS Dzierżoniów na spółkę akcyjną, zmieniając jednocześnie nazwę firmy na „Przedsiębiorstwo Komunikacji Samochodowej w Dzierżoniowie SA”.
W kwietniu 2012 zarząd spółki złożył wniosek o likwidację spółki. Plan likwidacyjny był rozpisany na trzy lata, jednakże w lipcu tego samego roku nowy likwidator przedsiębiorstwa złożył wniosek o upadłość. Zarządzanie spółką przejął syndyk.
Firma zajmowała się usługami związanymi z rozkładowym transportem pasażerskim i transportem w komunikacji na liniach miejskich i międzymiastowych na terenie powiatu dzierżoniowskiego (wcześniej także ząbkowickiego). Obsługę komunikacji organizowanej przez Zarząd Komunikacji Miejskiej w Bielawie zakończono z końcem października 2017 r.
Przedsiębiorstwo miało swoją siedzibę w Dzierżoniowie przy ulicy Kilińskiego 47a. Posiadało również placówkę terenową w Ząbkowicach Śląskich przy ul. Legnickiej 26. Spółka zapewniała połączenia z największymi miastami województwa: Wrocławiem, Wałbrzychem, Jelenią Górą. Uruchamiała również połączenia dalekobieżne do Częstochowy, Świnoujścia i Krakowa.